# Międzynarodowa Federacja Strzelectwa Sportowego
Międzynarodowa Federacja Strzelectwa Sportowego (ang. International Shooting Sport Federation, skrót ISSF) – międzynarodowa organizacja pozarządowa, zrzeszająca 161 narodowych federacji strzelectwa sportowego.

## Historia
Federacja została założona 17 lipca 1907 roku przez Austrię, Belgię, Francję, Grecję, Włochy, Holandię i Argentynę. Organizacja została nazwana  International Shooting Union (fr. Union International de Tir). W 1998 nazwa została zmieniona na International Shooting Sport Federation (ISSF).

## Członkostwo
- MKOl
- GAISF

## Dyscypliny
- Karabin
- Pistolet
- Strzelba

## Mistrzostwa świata
- Mistrzostwa świata w strzelectwie (od 1897 roku).
- ISSF World Cup (od 1986 roku).
- ISSF Junior World Cup
- ISSF World Shooting Para Sport Championships